# ويليام جون باترسون
ويليام جون باترسون هو سياسي كندي، ولد في 13 مايو 1886 في كندا، وتوفي في 10 يونيو 1976 في ريجاينا في كندا. حزبياً، نشط في Saskatchewan Progress Party ‏.

## مناصب
- انتخب عضو المجلس التشريعي من ساسكاتشوان ( – 2 أبريل 1949).
- انتخب عضو المجلس التشريعي من ساسكاتشوان.
- انتخب الحاكم العام لمقاطعة ساسكاتشوان [الإنجليزية]‏ (25 يونيو 1951 – 3 فبراير 1958).
- انتخب Premier of Saskatchewan [الإنجليزية]‏ (1 نوفمبر 1935 – 10 يوليو 1944).